# Зубкова, Валентина Ивановна
Валентина Ивановна Зубкова (род. 19 июля 1938, Новосибирск) — советский и российский учёный-правовед, специалист в сфере уголовного права и уголовно-исполнительного права, доктор юридических наук, профессор, член редакционной коллегии журнала «Законодательство».

## Биография
Валентина Ивановна Зубкова родилась 19 июля 1938 года в г. Новосибирске. В 1967 году она получила высшее образование в Томском государственном университете. В период с 1967 по 1977 год работала адвокатом и народным судьёй. Начала работать в Московском государственном университете имени М.В. Ломоносова в 1978 году. На юридическом факультете МГУ последовательно занимала должности преподавателя, старшего преподавателя, доцента и профессора, работая на кафедре уголовного права и криминологии.
В 2005 году В. И. Зубкова стала ведущим научным сотрудником в лаборатории социально-правовых исследований и сравнительного правоведения, также относящейся к юридическому факультету. В 1982 году она защитила кандидатскую диссертацию на тему «Профилактическая функция советского уголовного закона» и стала кандидатом юридических наук. В 2002 году она успешно защитила докторскую диссертацию на тему "«Уголовное наказание и его социальная роль: законодательство, теория и практика» и стала доктором юридических наук. В 2005 году ей было присвоено ученое звание профессора МГУ. Читала студентам специальный курс «Сравнительное правоведение: уголовно-правовые аспекты», посвященный сравнительному правоведению уголовного законодательства стран Европы.

## Работы
Валентина Зубкова специализируется на вопросах уголовного наказания и юридических проблемах, связанных с преступлениями против личности:
- «Уголовное наказание и его социальная роль: законодательство, теория и практика» (2002);
- «Осужденные и содержащиеся под стражей в России» (2012);
- «Уголовное законодательство европейских стран: сравнительно-правовое исследование» (2013);
- «Исполнение уголовных наказаний в отношении несовершеннолетних по законодательству России и зарубежных стран» (2014);
- «Преступления против личности по российскому законодательству: история, законодательство, теория и практика» (2016).